# Victoria (výrobce kol, motocyklů a automobilů)
Victoria byla německá značka vyrábějící jízdní kola, motocykly a automobily. Roku 1958 se stala součástí Zweirad Union, kterou v roce 1966 převzal výrobce motocyklů Hercules.

## Začátky
Továrna byla založena v Norimberku roku 1886 na výrobu jízdních kol jako Velocipedfabrik Frankenburger & Ottenstein. V roce 1895 se přeměnila na akciovou společnost Victoria Fahrradwerke. Roku 1899 zahájila výrobu motocyklů a název změnila na Victoria Werke.

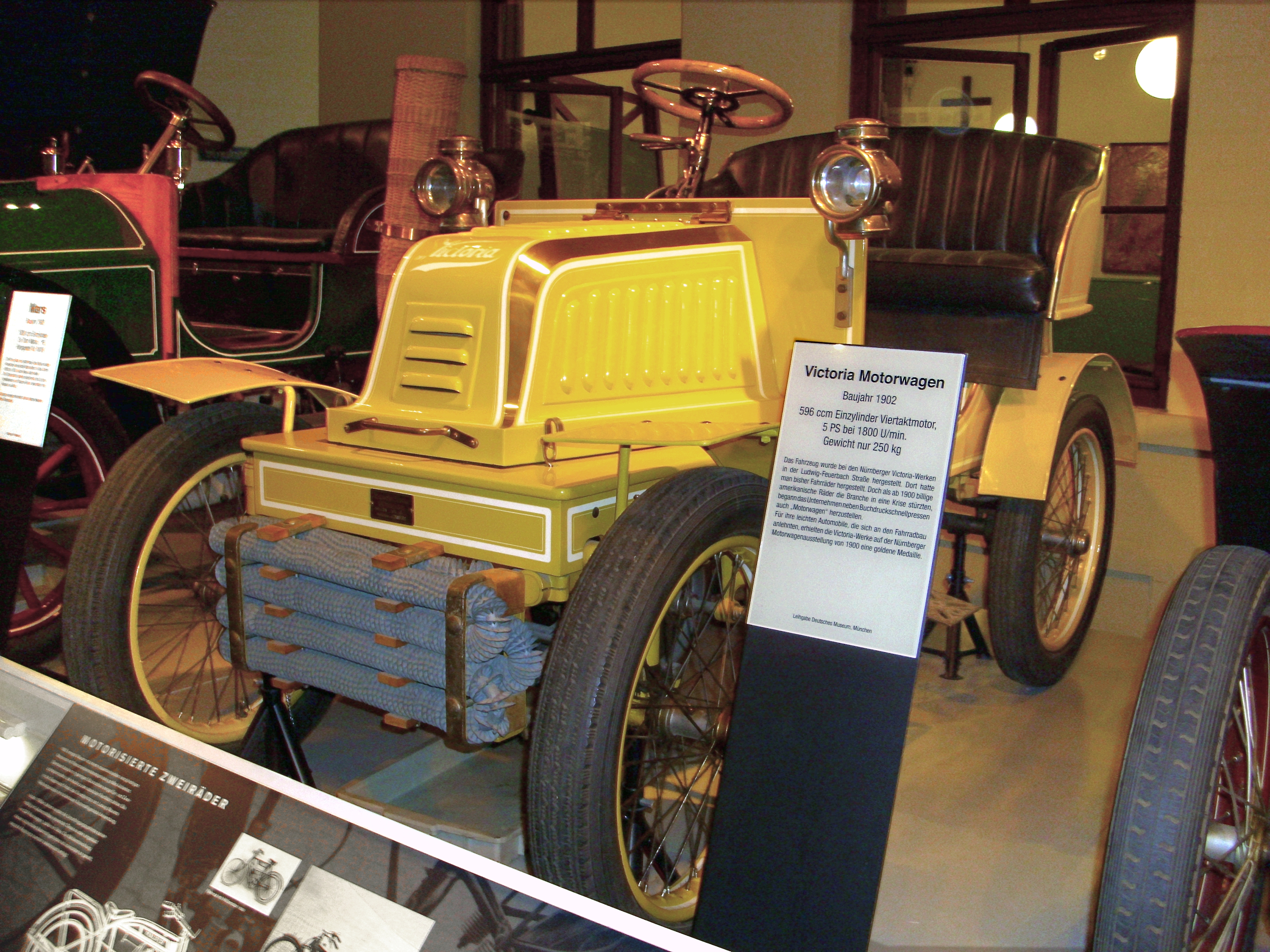
první automobil Victoria

Podnik zpočátku vyráběl vysoká jízdní kola a později kola moderního typu zvaná bezpečnostní. První motocykly (Kraftrad, zkratka KR) montoval od roku 1899, v rámu jízdního kola s pedály měly motory cizích výrobců, např. Fafnir, Zedel, Minerva, Cudell nebo FN. Dovoz levnějších kol z USA vedl ke krize na evropském trhu. Victoria vyvinula automobil založený na lehké konstrukci jízdních kol, za který získala zlatou medaili na norimberské výstavě v roce 1900. Od roku 1904 vyráběla už dva typy, neměly však velký úspěch a jejich výroba byla v roce 1912 zastavena. Od roku 1904 továrna nabízela motorové tříkolky s křeslem mezi předními koly a zbytkem převzatým z motocyklu. V užitkové verzi měly namísto křesla koš. Převážně však vyráběla jízdní kola.

## Mezi světovými válkami

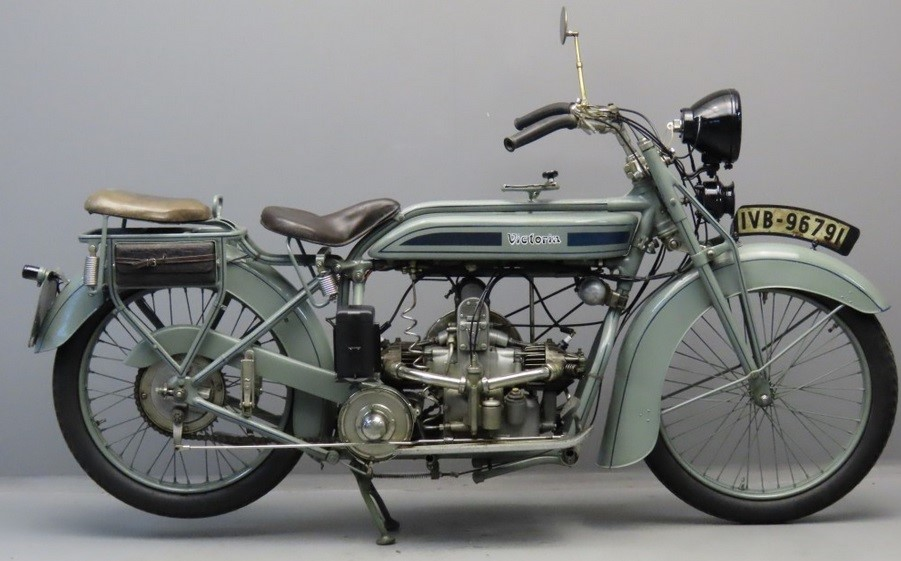
Victoria KR III

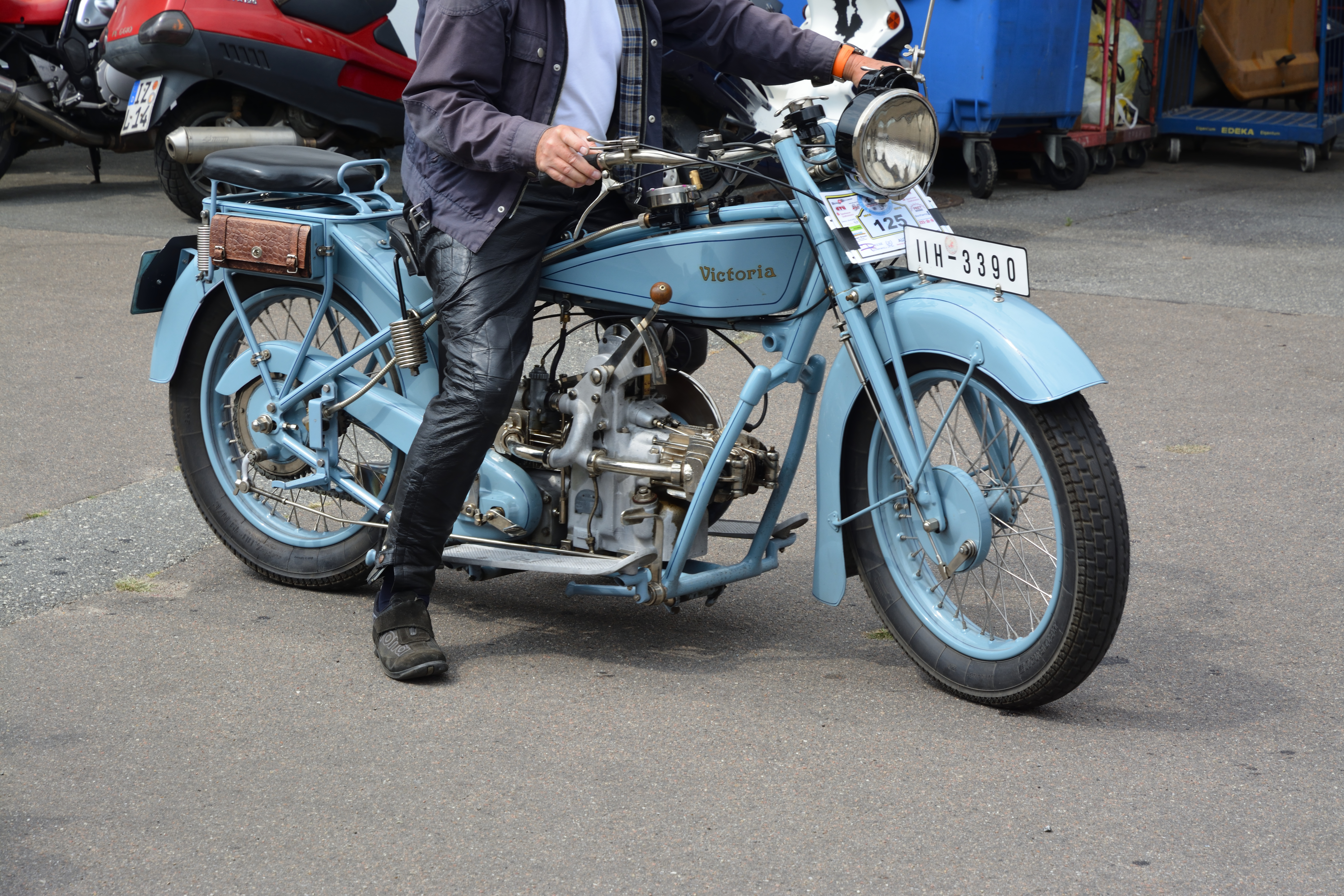
Victoria KR 6

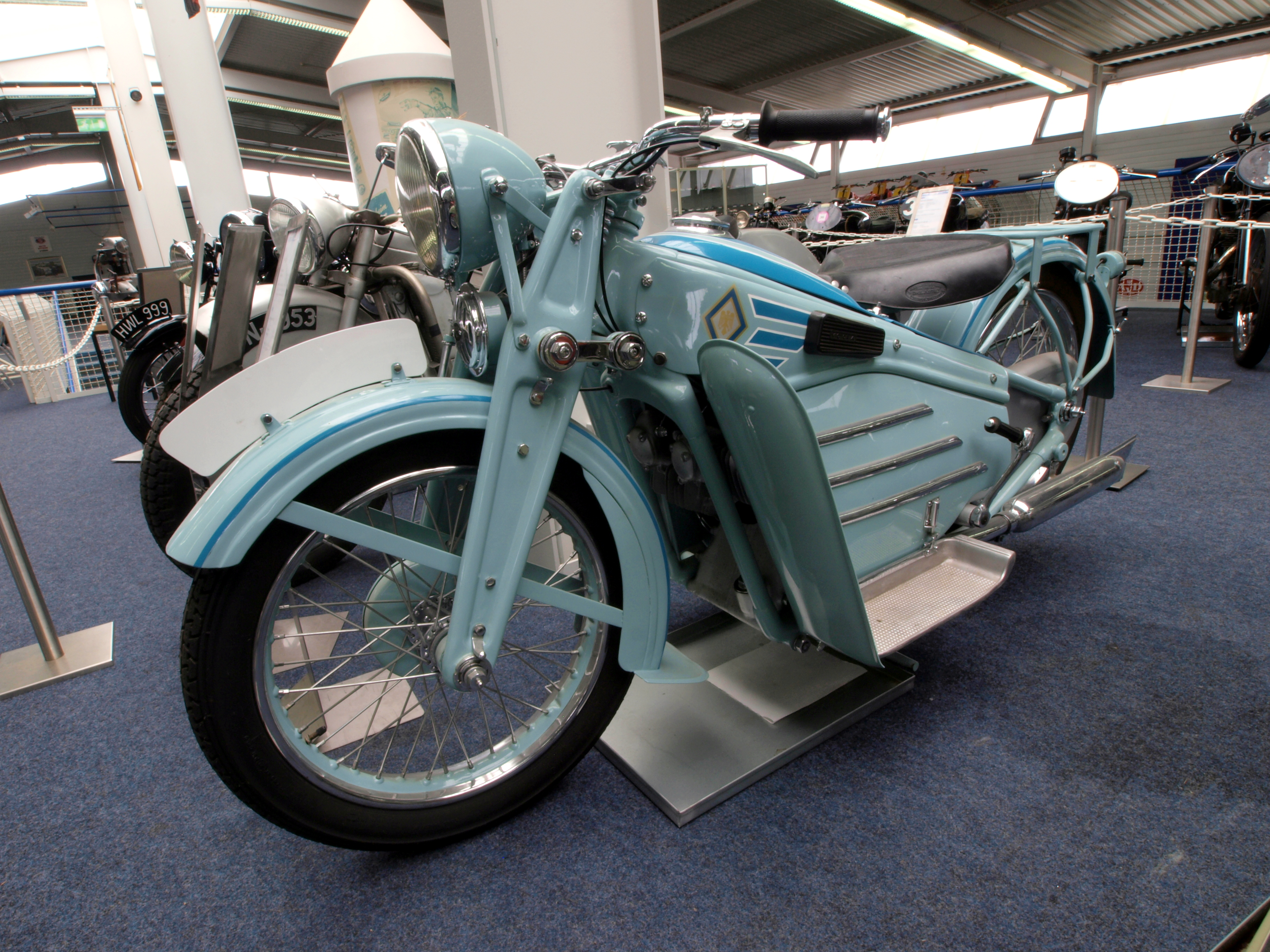
Victoria KR 9

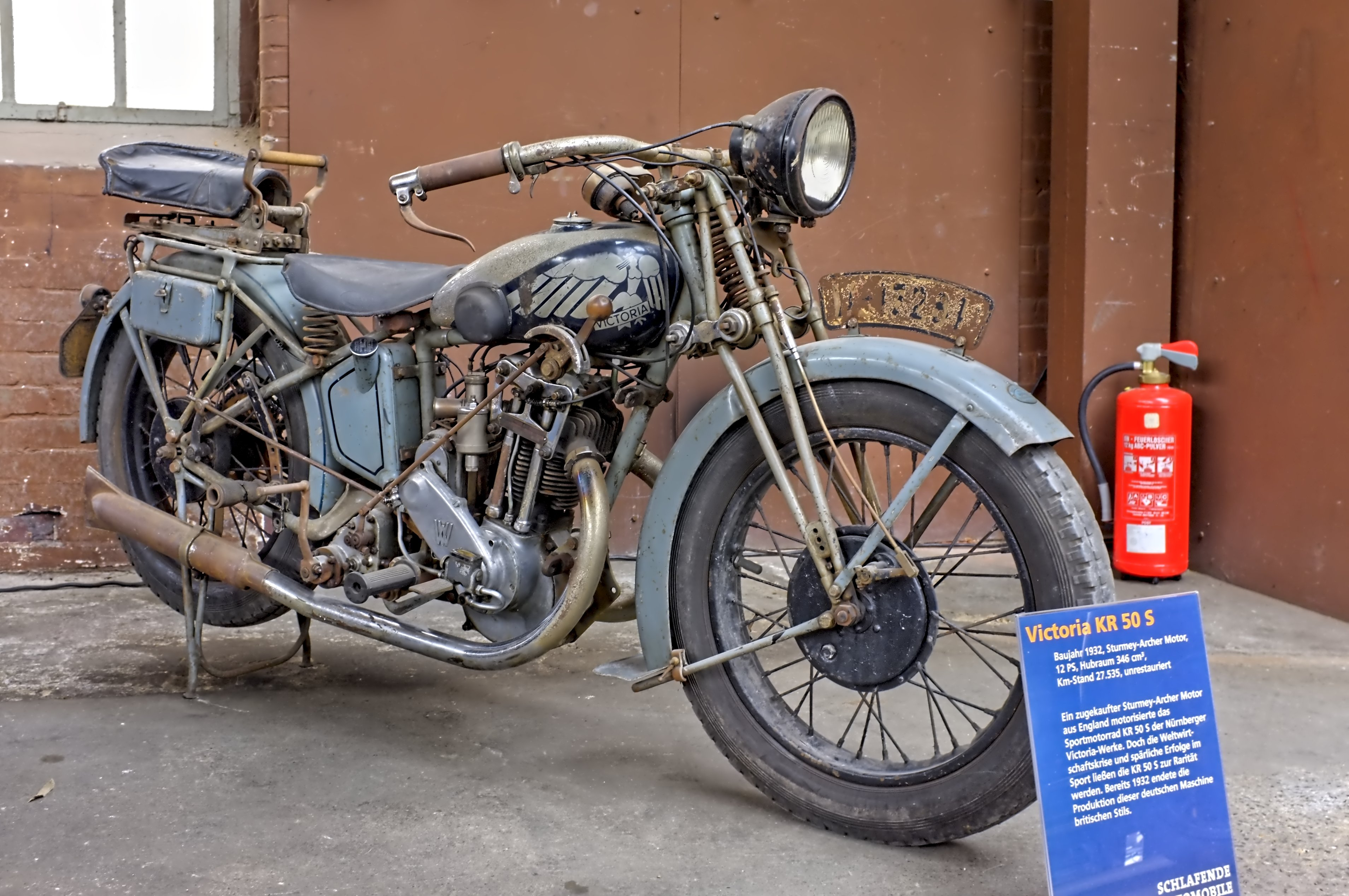
Victoria KR 50 S

Po první světové válce vyráběla Victoria zpočátku jen jízdní kola. Roku 1920 však zahájila výrobu nejmodernějšího motocyklu své doby, KR I s podélně umístěným dvouválcovým 494 cm³ motorem boxer, zpočátku BMW. Od roku 1922 s motorem stejné koncepce, ale vlastní výroby, hned co BMW začalo stavět vlastní motocykly a přestalo dodávat motory konkurenci. Se svými nástupci vytvářel KR I stále nové rychlostní rekordy a ke značce Victoria strhával pozornost. Po srovnávacích testech patřily k prvním motocyklům přijatým ve větší míře do výzbroje Reichswehru.
Na jaře 1928 byly v Německu osvobozeny od daně motocykly do zdvihového objemu 200 cm³ a zvedla se poptávka. Victoria začala vyrábět stroje s jednoválcovými motory, které nakupovala od anglické společnosti Sturmey-Archer a montovala do nového KR 20. Téměř shodný podvozek začala opatřovat i výkonnějším 342 cm³ jednoválcem téže firmy v KR 35 nebo KR 50.
V roce 1932 Victoria vyhrála třídu sajdkár evropského šampionátu v závodech do vrchu v kategorii do 600 cm³ s modelem KR 6, přeznačeným KR VI, které měly zdvihový objem pro provoz s postranním vozíkem zvýšen na 596 cm³. Následně začala své vrcholné typy nazývat Bergmeister (horský vůdce). Závodní dvoukarburátorové stroje označila KR 7. Nabídku také rozšířila modely KR 15 a KR 20 Z s dvoutaktními jednotkami motorárny ILO z Pinnebergu.
V roce 1934 se motory Sturmey Archer již nesměly dovážet a společnost vyvinula vlastní pohonnou jednotku pro KR 35 Pionier, kterým oslavila 50. výročí své existence.
V roce 1933 Victoria představila 498 cm³ KR 8 se zcela přepracovanou koncepcí s dopředu skloněnou dvojicí vzduchem chlazených válců, který předběhl svou dobu. Plechové zakrytí bránilo špinění jezdce od oleje, způsobovalo ale přehřívání motoru. Špatná pověst nepomohla ani nástupci KR 9 s přepracovaným motorem. Výrobně levnější motocykly vznikaly nadále jen v malých počtech vedle KR 6, které měly nahradit.

## Válečná výroba

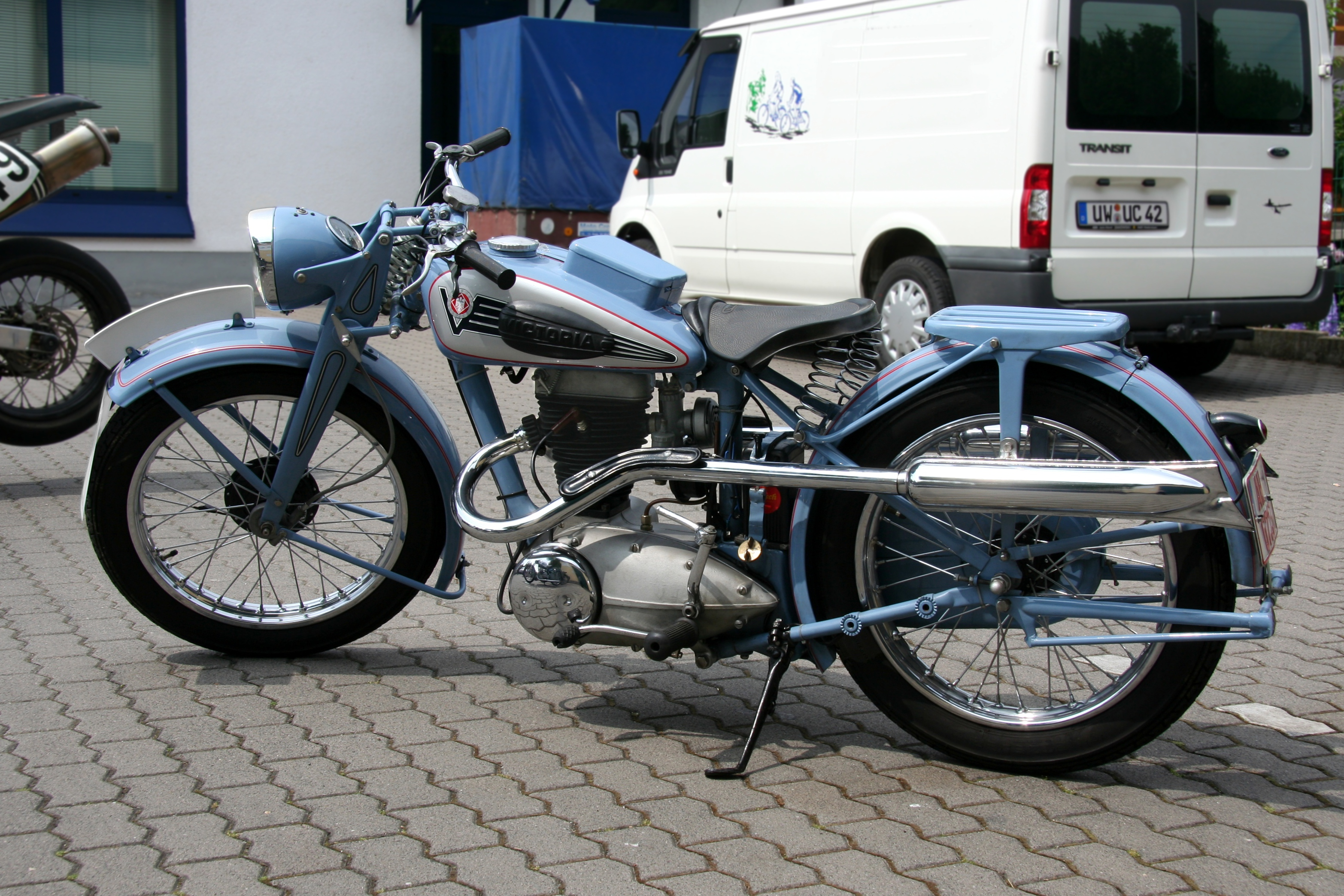
Victoria Pionier

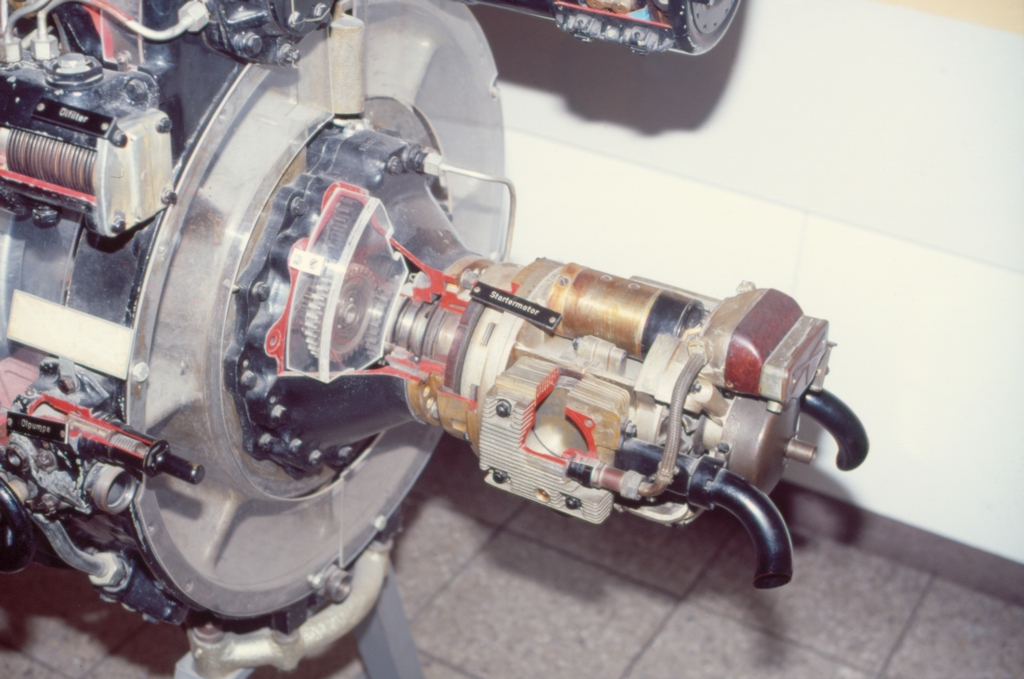
startér proudových motorů

Začátek 2. světové války v roce 1939 zastavil širokou nabídku motocyklů Victoria, výroba byla omezena na KR 35 Pionier pro Wehrmacht. Oproti jiným je dodávala téměř po celou válku.
Od února 1944 začala Victoria s výrobou dvouválcových dvoudobých spalovacích motorů boxer pro startování proudových motorů Junkers Jumo 004 nebo BMW 003 a nálety továrnu z velké části zničily.

## Po válce

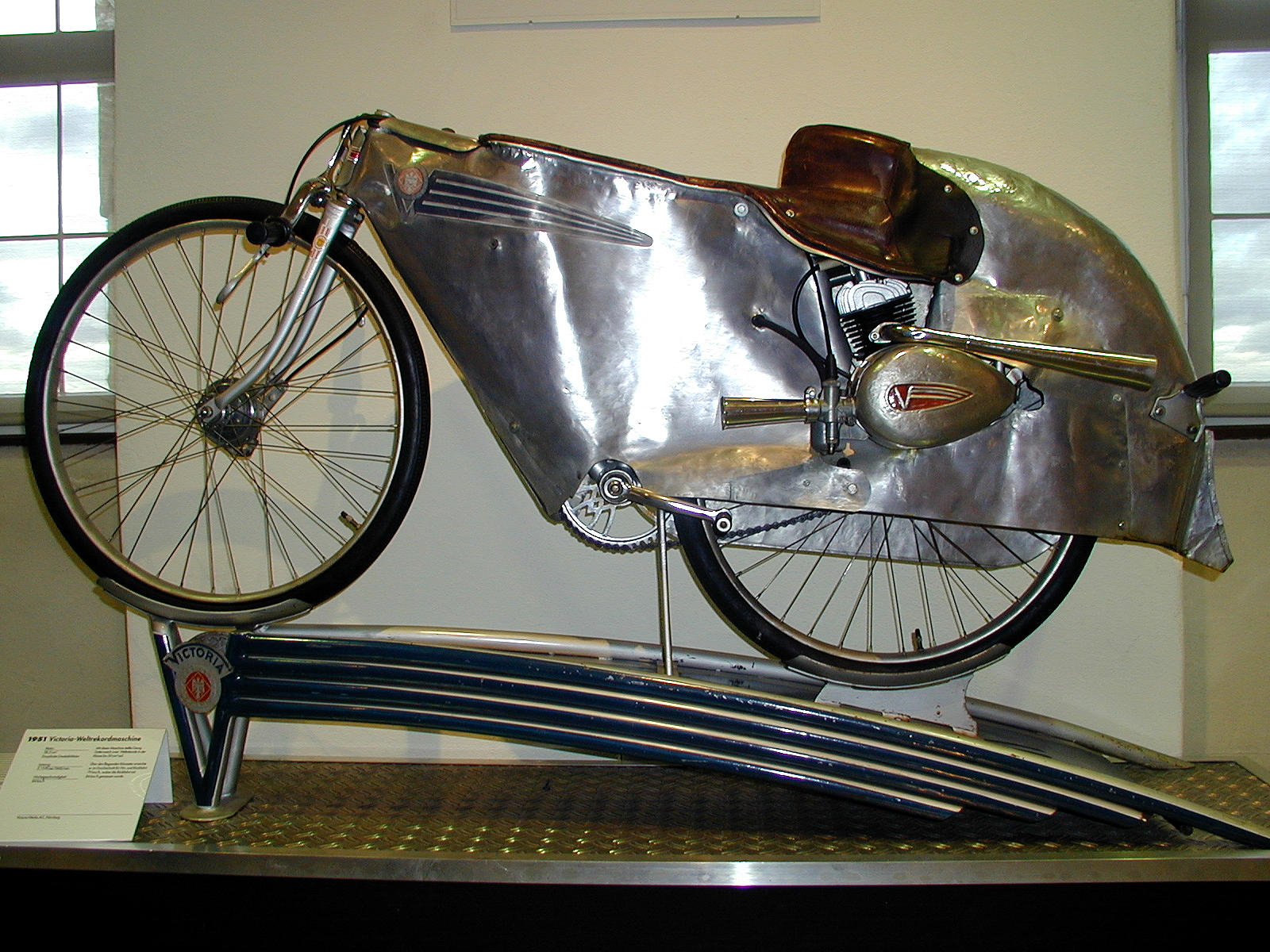
rekordní kolo s motorem FM 38

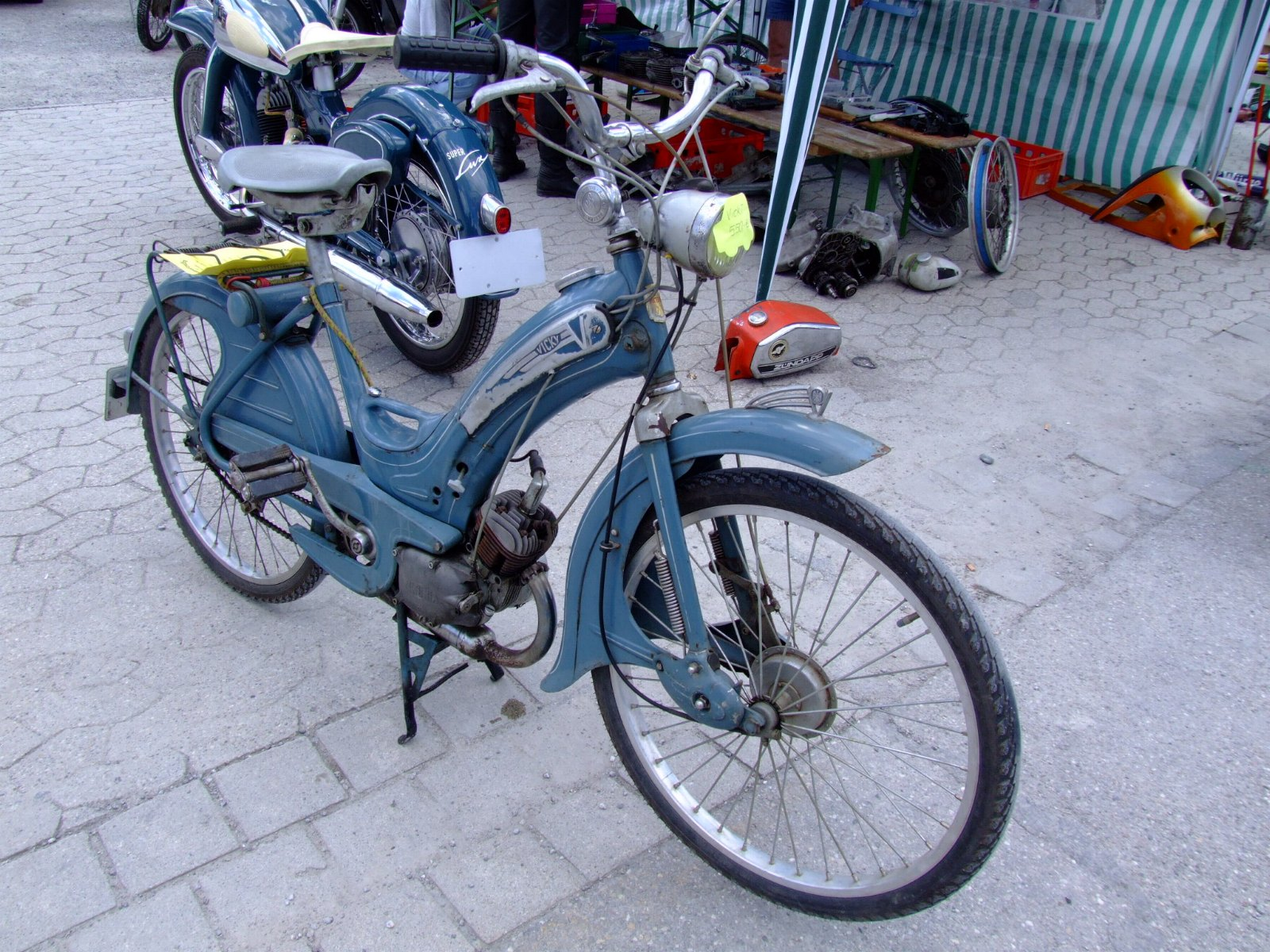
Vicky 3

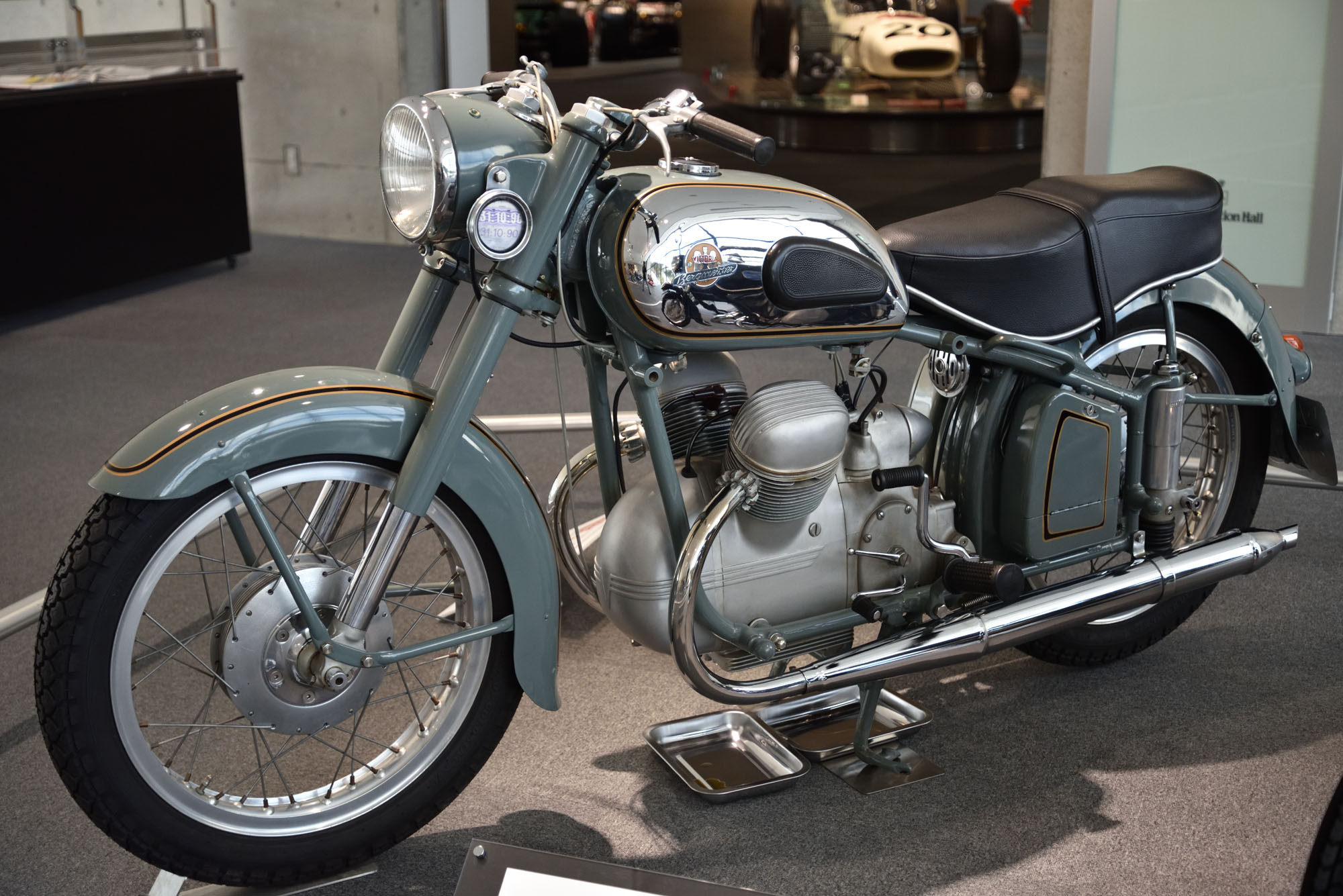
Victoria 35 Bergmeister

Těžce poškozená továrna začala s náhradní výrobou. Až koncem roku 1946 zahájila Victoria výrobu nového 1 k pomocného 38 cm³ motoru FM 38 pro jízdní kola Vicky. V roce 1949 začala vyrábět upravené předválečné motocykly a už roku 1950 měla dvakrát větší výrobu než před válkou.
V roce 1951 vytvořilo aerodynamicky kryté jízdní kolo s motorem FM 38 světový rychlostní rekord 79 km/h ve třídě zdvihového objemu do 50 cm³ na dálnici Mnichov - Ingolstadt. Pomohlo ještě více zvýšit prodej mopedu Vicky II s motorem FM 38 a popularitu značky, která pokračovala ve válkou přerušeném vývoji a uvedla řadu nových motocyklů a také zahájila výrobu značně pokročilých šicích strojů.

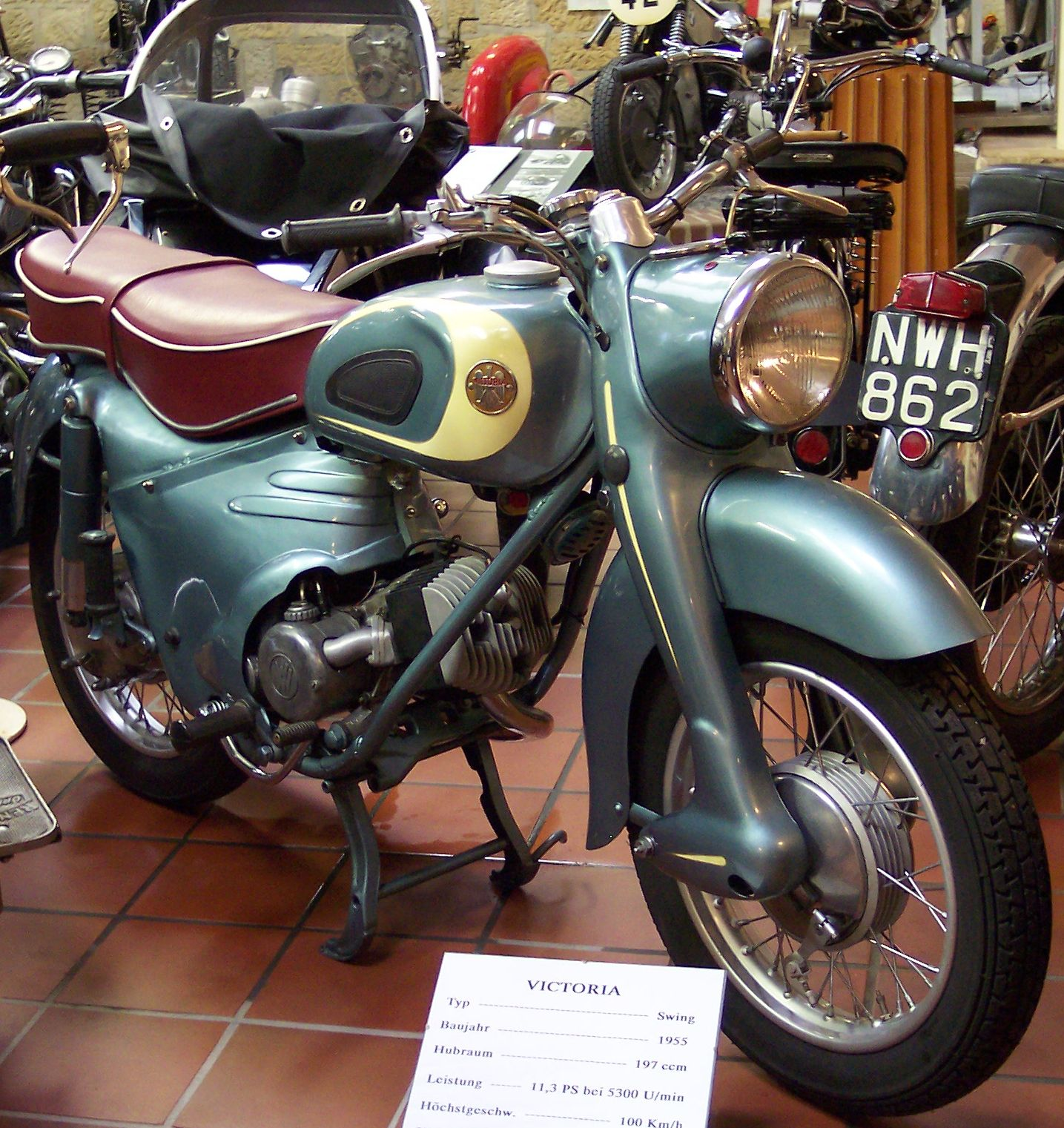
Victoria Swing 200

V roce 1953 továrna uvedla svůj vrchol poválečné výroby motocyklů, typ Victoria 35 Bergmeister s podélně montovaným vidlicovým dvouválcem objemu 347 cm³, který dosáhl mnoha vítězství, např. v roce 1954 vyhrál 2500 km dlouhý závod Lutych - Milán - Lutych ve třídě do 500 cm³.
Západní Německo se rychle vzmáhalo a poptávka po motocyklech od roku 1954 strmě klesala. Zpřísnily se podmínky získání řidičského průkazu a nemalou měrou přispěla deštivá léta 1953–1954. Se zvyšující se životní úrovní dávalo mnoho jezdců nebo těch, co o koupi stroje uvažovalo přednost dvoustopým vozům.
V roce 1955 přišel na trh pokročilý nákladně vyvinutý 200 cm³ dvoutaktní skútr Peggy, ale příliš se neprodával. Ani odvozený motocykl KR 21 Swing, který byl podobně velice drahý. Zájem nebyl příliš ani o nové mopedy Avanti, Tory a Preciosa s 50 cm³ motory.

## Minivozy

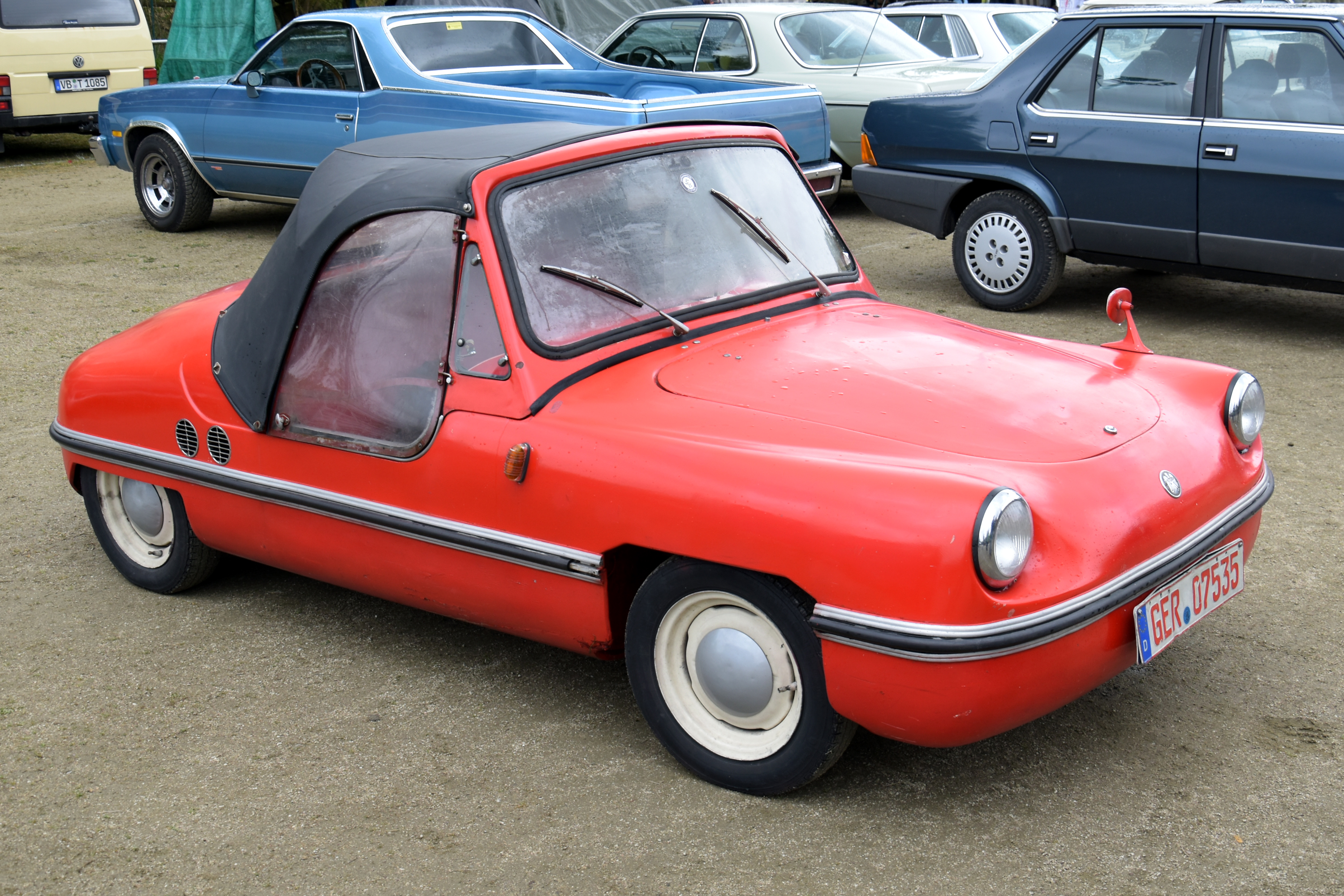
Victoria Spatz

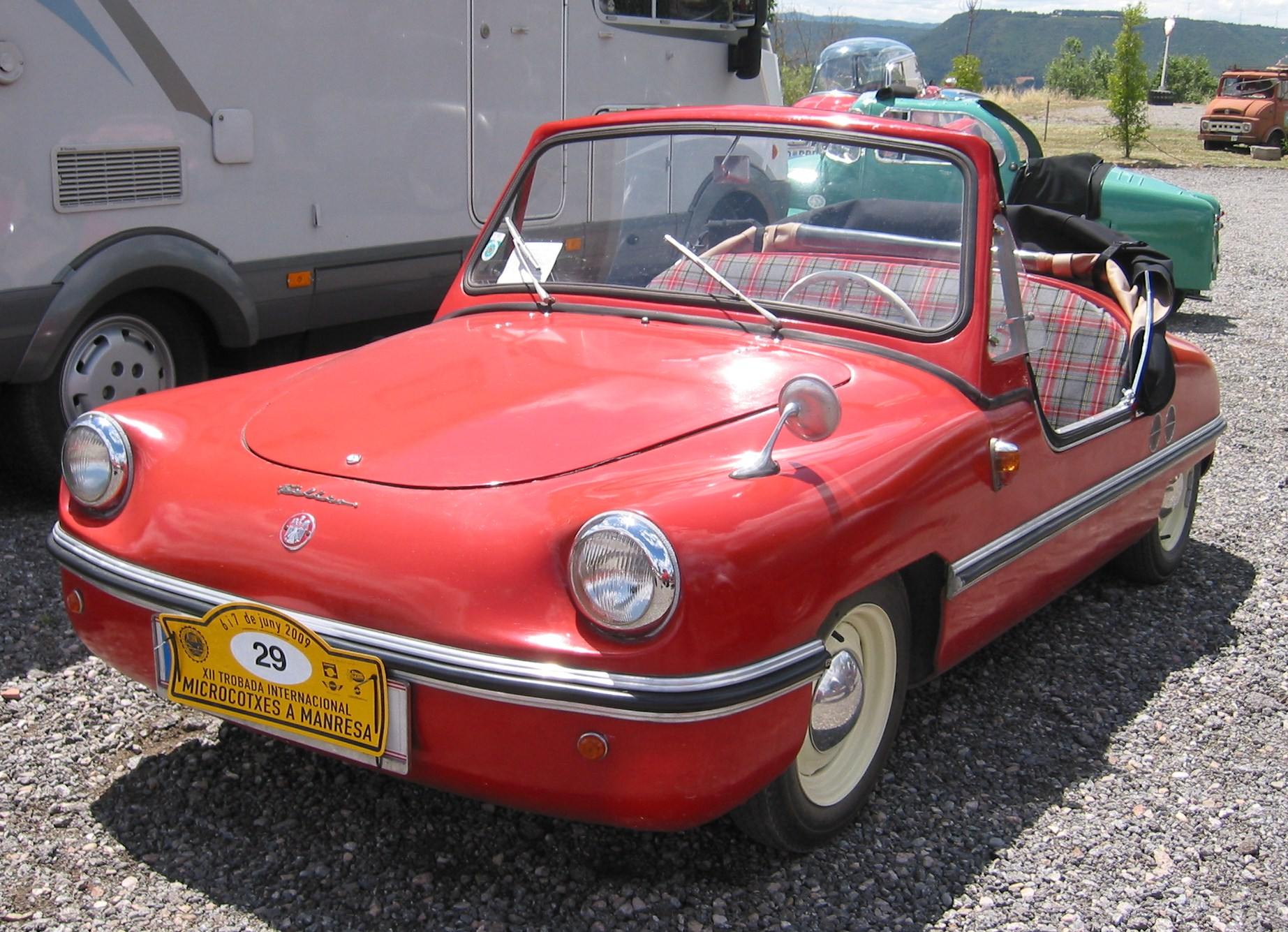
Victoria Spatz

Od února 1956 obnovila Victoria nabídku automobilů sportovním minivozem Spatz 200, jenž vyráběla ve společném podniku Bayerische Autowerke s majitelem slévárny a továrny na obráběcí stroje Alzmetall Haraldem Friedrichech. Ten koupil prototyp plastové tříkolky závodníka a konstruktéra Egona Brütsche, syna úspěšného výrobce punčoch. Který vytvořil mnoho podobných vozítek. A nechal ji přepracovat Hansem Ledwinkou pro zvýšení pevnosti. Sériový čtyřkolový otevřený vůz bez dveří – jen s čelním sklem, měl skládací plátěnou střechu a líbivý tvar. Na společné sedadlo se v něm vměstnali až tři dospělí. Motocyklový vzduchem chlazený 191 cm³ dvoutaktní jednoválec Fichtel & Sachs v bloku s převodovkou měl místo před zadní nápravou. Pod přední kapotou se nacházel menší zavazadlový prostor. V konkurenci německých poválečných minivozů však nebyl o tento dosti nízký vůz za 2975 DM velký zájem. Poměrně vysoká maximální rychlost daná nízkou stavbou byla tehdy druhořadá, většinou rozhodovala praktičnost a nízká cena. Za 2395 DM byl k dostání uzavřemý Messerschmitt KR 200 a za 2580 BMW Isetta. Goggomobil pak 3 097 DM.
Modernizovaný vůz s názvem Victoria 250 s vlastním 248 cm³ motorem za 3350 DM vyráběla sama Victoria ve své továrně od června 1957 do února 1958 v ještě menším množství. Byl výkonnější, ale také těžší a za jeho cenu se už dal koupit větší ojetý dobrý vůz, kterých stále přibývalo. Nákladně zařízená továrna značce neprospěla.

## Zweirad Union
V roce 1958 poklesly v Německu značně prodeje veškerého zboží. Victoria se musela sloučit do Zweirad Union s bavorským výrobcem motocyklů Express a motocyklovou divizí DKW společnosti Auto-Union, která se ji pro nepotřebnost snažila zbavit. Měly se vhodně doplňovat, Victoria ale přestala být obvyklým výrobcem motocyklů. V roce 1966 převzal Zweirad Union výrobce motocyklů Hercules – a tím Fichtel & Sachs, který byl od roku 1958 jeho utajeným vlastníkem. Značka Victoria tím zmizela.

## Oživení jména
V roce 1995 obnovila jméno Victoria dolnosaská společnost Hermann Hartje, která montovaná jízdní kola a elektrokola označuje touto velmi starou známou značkou.